# Hôpital d'instruction des armées Bégin
Pour les articles homonymes, voir Begin.
L'hôpital d'instruction des armées (HIA) Bégin est un hôpital militaire situé au 69, avenue de Paris à Saint-Mandé dans le Val-de-Marne, près de Paris. Il porte le nom de Louis Jacques Bégin (1793-1859), chirurgien militaire de l'Empire.

## Historique

### Origines et construction
L'hôpital Bégin résulte d'un décret de Napoléon III du 21 avril 1855 pour suppléer à l'insuffisance des hôpitaux militaires parisiens du Val-de-Grâce et du Gros-Caillou qui avaient des difficultés à accueillir tous les blessés et invalides de la guerre de Crimée.
Le nouvel hôpital est construit en trois ans sur un terrain de cinq hectares (l'ancien site de la ménagerie royale du château de Vincennes), pour un coût de plus de deux milliards de francs de l'époque. Selon les plans symétriques du lieutenant-colonel Livet et du capitaine du génie Merland, il se compose de trois bâtiments disposés en forme de fer à cheval, avec cour d'honneur et bassin encadré de jardins. L'hôpital est inauguré le 31 mai 1858 sous le nom d'hôpital militaire de Vincennes,. 
Cet hôpital est considéré par ses contemporains comme « l'œuf de Colomb » de l'architecture hospitalière pavillonnaire. La simplicité du schéma adopté répond aux exigences d'aération (selon la théorie des miasmes), critères fondamentaux d'hygiène hospitalière de cette période.
Pour l'anecdote, l'Impératrice Eugénie, épouse de Napoléon III, lors d'une promenade équestre dans le bois de Vincennes aperçoit une statue de la Vierge honorée par les femmes désirant un enfant, Notre-dame-de-Lorette. Elle descend de cheval et prie la Vierge car elle avait déjà fait deux fausses couches. Quelques mois plus tard, le 16 mars 1856 naissait un fils, qui sera leur fils unique, le prince Napoléon Eugène Louis. Pour sa naissance, une petite chapelle de style roman est alors bâtie dans le parc de l'hôpital en construction et la statue de la Vierge y est déposée. Elle est toujours visible et entretenue au nord-ouest du parc de l'hôpital. Sur le fronton de l'hôpital Bégin est sculpté - en souvenir de cette naissance impériale - un berceau orné d'un aigle, symbole de Napoléon.

### Évolution
En 1894, la numérotation des salles est remplacée par des noms de « médecins et chirurgiens qui ont illustré la médecine militaire ».

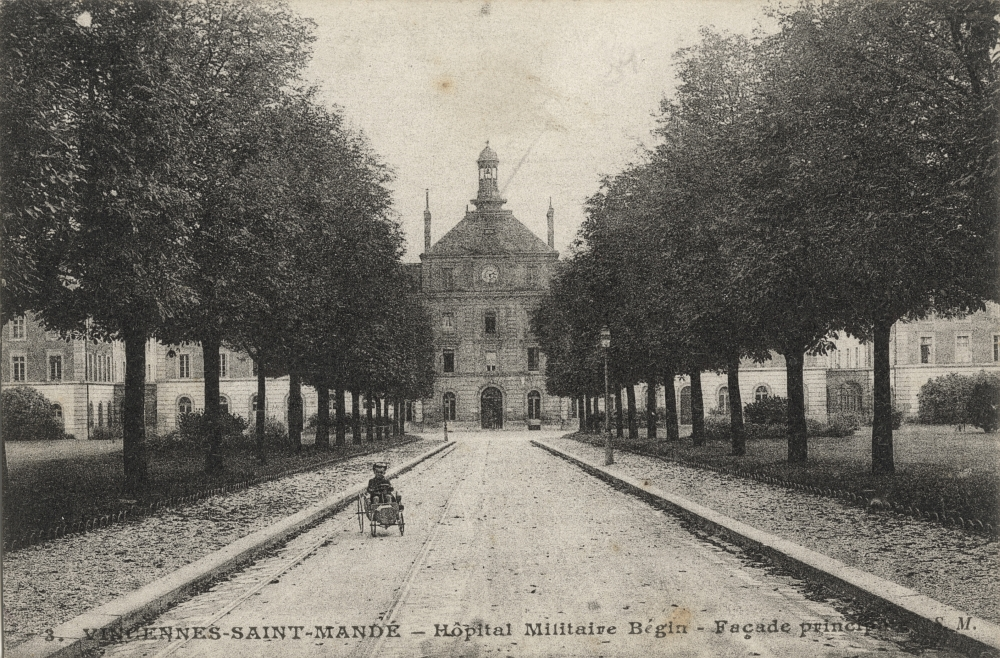
Hôpital militaire Bégin, vers 1900.

Le 31 mars 1900, l'établissement prend le nom d'hôpital militaire Bégin, en hommage au chirurgien militaire Louis Jacques Bégin (1793-1859). Cette année là voit la création d'un laboratoire de bactériologie, suivie d'une salle d'honneur décorée par Adrien Karbowsky. L'éclairage électrique est installé en 1902.
Durant les années 1910 à 1912 est édifié un quartier des contagieux : trois pavillons pour les malades et un pour loger les infirmiers. Situés au nord-est du parc, éloignés des bâtiments principaux ils sont séparés par un mur de clôture. Après la guerre, en 1920, les capacités d'hospitalisation passent de 950 à 600 lits. 
En 1923, une baraque de cinéma-théâtre est installée sur une pelouse pour donner aux patients et au personnel des « spectacles de bon goût », elle est supprimée en 1934.
Sous l'Occupation, le rez-de-chaussée est réquisitionné pour accueillir les soldats allemands blessés ; le drapeau français sur le fronton de l'hôpital est remplacé par celui de la Croix-Rouge. En août 1944, un bombardement allemand détruit le laboratoire de bactériologie.
En 1946 les pavillons des contagieux sont désinfectés et par décision ministérielle, le 21 janvier 1947, le ministre de la Guerre décide l'implantation dans ces lieux d'un service de maternité. L'établissement est nommé hôpital  militaire d'instruction Bégin en 1960, puis hôpital d'instruction des armées Bégin en 1967.
En 1964, un vaste bâtiment moderne en forme de croix est construit au sud de l'hôpital par l'architecte Laborie. Il est inauguré le 29 octobre 1970 par Michel Debré, alors ministre d'État chargé de la Défense nationale.

## Modernisation duXXIesiècle
Depuis 2002, l'établissement connaît une profonde mutation architecturale et fait l'objet d'importants travaux de rénovation et de modernisation, en répondant à un projet médical axé sur l'optimisation de la performance des services et la mise en conformité du bâtiment avec les normes actuelles (incendie, développement durable).
Les travaux étaient prévus en trois phases, jusqu'en 2013 :
- 1re phase : construction de la nouvelle aile Sud, regroupant les services des urgences, de l'imagerie médicale, le plateau de consultations externes (comprenant notamment les spécialités de gynécologie, cardiologie, exploration digestive, ORL et ophtalmologie), le plateau des laboratoires de biologie médicale et de pathologie, le service des maladies infectieuses et tropicales, le service de cardiologie et la pharmacie hospitalière[7] ;
- 2e phase : aménagement de l'aile Ouest, et destruction de l'aile Nord[8] ;
- 3e phase : restructuration de l'aile Est.

À la suite de ces travaux, l'hôpital passe à une capacité de 360 lits, dont 20 lits pour l'hospitalisation ambulatoire (hôpital de jour). Plus de 80 % des chambres sont individuelles et équipées d'un cabinet de toilette.
Après une dizaine d'année de travaux de rénovation, l'hôpital Bégin rénové est inauguré le 15 mars 2017 par le ministre Jean-Yves Le Drian. À cette occasion, une statue monumentale en cuivre (5 mètres de haut et pesant 2 tonnes) de René Leleu, située au Val-de Grâce, est transférée dans les jardins de l'hôpital Bégin.

## Activités

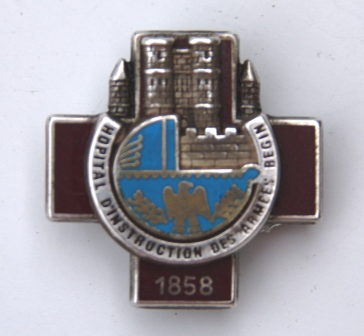
Insigne militaire de l'hôpital Bégin.

L'hôpital Bégin est géré par le Service de santé des armées et accueille à ce titre prioritairement le personnel militaire, mais participe également au service public hospitalier, puisqu'il est ouvert à tous les assurés sociaux (civils). En 2011, 80 % des patients sont des civils qui l'ont choisi pour des consultations ou des hospitalisations. Il est considéré comme un hôpital de proximité, grâce notamment à son service d'accueil et d'urgence ouvert 24 heures sur 24 pour les populations de Vincennes, Saint Mandé, Montreuil, Nogent-sur-Marne et la proche banlieue parisienne.
Le 19 septembre 2014, l'hôpital accueille en chambre de confinement (avec une équipe soignante dédiée) le tout premier patient — une infirmière de nationalité française travaillant pour MSF au Liberia rapatriée par vol spécial — infectée par le virus Ebola durant l'épidémie qui sévit en Afrique de l'Ouest.
Jusqu'au 30 juin 2015, l'hôpital disposait d'un service « maternité » de seize lits, ce qui était une spécificité pour un hôpital militaire. Sa suppression a permis le transfert des services d'urologie, d'ophtalmologie et de chirurgie viscérale de l'hôpital du Val-de-Grâce, fermé en 2016.
L'hôpital est spécialisé dans la chirurgie orthopédique, la cardiologie, et l'endocrinologie. Il dispose des techniques les plus modernes comme la chirurgie robotique. L'hôpital emploie 1 000 personnes, dont 100 médecins.
Il est qualifié par la HAS de « haute qualité des soins ». C'est un hôpital expert de première ligne lors des conflits et des crises sanitaires (comme lors des attentats de 2015 et de la crise Covid). Les médecins militaires de l'hôpital font régulièrement des missions en zone de conflits sur différents continents, afin d'effectuer un retour d'expérience de terrain.

### Activités générales
- Clinique médicale polyvalente
- Fédération anesthésie-réanimation-urgences
- Fédération de biologie médicale et de pathologie
- Fédération cardiologie-diabétologie-endocrinologie
- Fédération de chirurgie osseuse et réparatrice (orthopédie-traumatologie, maxillo-faciale-stomatologie)
- Fédération médico-chirurgicale digestive et vasculaire (chirurgie viscérale et vasculaire, hépato-gastro-entérologie, endoscopie digestive et interventionnelle)
- Fédération des spécialités médicales (dermatologie-allergologie, maladies infectieuses et tropicales, rhumatologie-podologie et ostéodensitométrie)
- Gynécologie-maternité (jusqu'en juin 2015[12])-pédiatrie
- Imagerie médicale (IRM, scanner, mammographie, échographie)
- Odontologie-parodontologie (cabinet dentaire)
- Ophtalmologie-ORL (consultations)
- Pharmacie à usage intérieur
- Psychiatrie

### Spécificités
- Gynécologie - maladie du sein[14].
- Service d'accueil et d'urgence 24 heures sur 24
- Chirurgie articulaire et prothèses
- Prise en charge des maladies cardiaques du diabète et troubles de la thyroïde
- Médecine des voyages et vaccinations internationales